# Liste der Monuments historiques in Arbot
Die Liste der Monuments historiques in Arbot führt die Monuments historiques in der französischen Gemeinde Arbot auf.

## Liste der Immobilien
| Bezeichnung               | Beschreibung            | Standort                           | Kennzeichnung | Schutzstatus | Datum | Bild           |
| ------------------------- | ----------------------- | ---------------------------------- | ------------- | ------------ | ----- | -------------- |
| Kirche St-Pierre-ès-Liens | aus dem 13. Jahrhundert | Place Saint-Pierre-ès-Liens (Lage) | PA00079216    | Classé       | 1913  | weitere Bilder |

## Liste der Objekte
| Bezeichnung                                    | Beschreibung | Standort                                | Kennzeichnung | Schutzstatus | Datum | Bild |
| ---------------------------------------------- | --- | --------------------------------------- | ------------- | ------------ | ----- | ---- |
| Armreliquiar                                   | Holz, farbig gefasst und vergoldet, 16. oder 17. Jahrhundert                                                                                         | in der Kirche St-Pierre-ès-Liens (Lage) | PM52001684    | Inscrit      | 1978  |      |
| Kelch                                          | Silber, bezeichnet 1663 | in der Kirche St-Pierre-ès-Liens (Lage) | PM52001069    | Classé       | 1978  |      |
| Prozessionsstab Heiliger Josef mit Jesusknaben | Holz, farbig gefasst und vergoldet, Mitte des 18. Jahrhunderts                                                                                       | in der Kirche St-Pierre-ès-Liens (Lage) | PM52001071    | Classé       | 1978  |      |
| Hauptaltar                                     | Altartisch, Altarstufen, Tabernakel, Expositionsnische, Retabel und zwei Skulpturen; Holz, farbig gefasst, versilbert und vergoldet, 18. Jahrhundert | in der Kirche St-Pierre-ès-Liens (Lage) | PM52001068    | Classé       | 1978  |      |
| Prozessionsstab Heiliger Rochus                | Holz, farbig gefasst und vergoldet, 18. Jahrhundert                                                                                                  | in der Kirche St-Pierre-ès-Liens (Lage) | PM52001070    | Classé       | 1978  |      |